# Juliana en Adriana
De dubbele woning Juliana en Adriana aan de Nassaulaan 38-40 is een gemeentelijk monument aan de Nassaulaan in de Transvaalwijk van Baarn in de provincie Utrecht.
De twee aaneen gebouwde villa's zijn in 1910 gebouwd door architect J.W. Lagerwey voor zijn vrouw A.A. Lagerwey en mevrouw G.M. Lagerwey. Op last van de bezetter, die geen namen wilde die te maken hadden met het koningshuis, werd de naam Juliana in de oorlog veranderd in Julia.
De asymmetrische voorgevels hebben een smalle naar voren springende topgevel met links daarvan een serre. Juliana heeft een zadeldak, Adriana een tentdak. De indeling van de panden is precies gelijk: in de linkerhelft kamers en suite en rechts de gang, trap en keuken.